# Wkra (przystanek kolejowy)
Wkra – przystanek kolejowy w Józefowie, w województwie mazowieckim, w Polsce. Znajdują się tu 2 perony.

## Ruch pasażerski
| Rok  | Wymiana pasażerska na dobę |
| ---- | -------------------------- |
| 2017 | 20-49                      |
| 2022 | 20-49                      |